# Vogter
Vogter er en dansk spillefilm fra 2024 instrueret af Gustav Möller. Filmen er et fængselsdrama med Sidse Babett Knudsen i hovedrollen som en fængselsbetjent, der opdager, at hendes søns drabsmand bliver indsat i fængslet. Babett Knudsen vandt Bodilprisen for bedste hovedrolle for sin præstation.

## Handling
'Vogter' handler om den idealistiske fængselsbetjent Eva (Sidse Babett Knudsen), der bliver fanget i sit livs dilemma, da en ung mand fra hendes fortid bliver anbragt i det fængsel, hvor hun arbejder.
Uden at afsløre sin hemmelighed beder Eva derfor om at blive flyttet til den unge mands afdeling, der er den hårdeste og mest voldelige i fængslet. Det sætter gang i en uforudsigelig og spændingsfyldt fortælling, hvor Evas retsfølelse udfordrer både hendes moral og hendes fremtid.
Den danske thriller er skrevet af Gustav Möller og Emil Nygaard Albertsen, der også var duoen bag manuskriptet til 'Den skyldige'.

## Medvirkende
- Sidse Babett Knudsen som Eva
- Sebastian Bull Sarning som Mikkel
- Dar Salim som Rami
- Marina Bouras som Helle
- Jacob Lohmann som præst